# 埃尔默·贝尔特
埃尔默·贝尔特（Elmer Belt，1893年4月10日—1980年5月17日），是一位美国泌尿科医生。他是性别肯定手术的早期实践者、加州大学洛杉矶分校大卫·格芬医学院的创立倡导者，也是一位图书收藏家，以其关于列奥纳多·达·芬奇的研究资料图书馆——埃尔默贝尔特文图拉图书馆而闻名。1961年至1966年间，他将该图书馆捐赠给了加州大学洛杉矶分校。

## 早期生活和教育
亚瑟·埃尔默·贝尔特于1893年4月10日出生于美国伊利诺伊州芝加哥。他的父母均在美国邮政署工作。贝尔特9岁时，全家搬迁至南加州。他在加利福尼亚州奥兰治县接受早期教育，并就读于洛杉矶高中，每日骑马通学。
在高中阶段，他学习了拉丁语（作为医学院的先修课程），并结识了露丝·斯马特（Ruth Smart），两人于1918年结婚。贝尔特还在学校开设了一家小型书籍及文具商店，这项创业让他结识了多位本地著名书商，其中包括欧内斯特·道森。
贝尔特在1979年的一封信中回忆自己的高中时光时写道：“作为一名高中一年级生，我了解了什么是阿尔丁，了解了古腾堡、他的烦恼以及书籍的奇妙世界。”
贝尔特在十几岁时经历了父亲因腹部手术去世的事件。当外科医生通知家人时，贝尔特注意到他身上有酒味，并怀疑手术失败与医生醉酒有关。这段经历使他发誓终生不饮酒。
贝尔特随后进入加州大学伯克利分校，于1916年获得学士学位，1917年取得硕士学位。他是赫伯特·麦克莱恩·埃文斯教授的首批学生之一。
之后，贝尔特进入加州大学旧金山分校医学院，并被选为胡珀医学研究所的研究员。他在该研究所与乔治·惠普尔博士和弗兰克·欣曼博士一同从事泌尿外科研究。
1920年完成医学院学业后，贝尔特在弗兰克·欣曼医生指导下开始进行泌尿外科住院实习。然而，小儿子查尔斯在一场车祸中严重受伤，贝尔特为其寻求哈佛医学院骨科专家罗伯特·W·洛维特的治疗。为更好照顾儿子，他申请成为彼得·本特·布里格姆医院普通外科住院医师，并在哈维·库欣手下工作了一年。
在医学院就读期间，贝尔特曾选修乔治·W·科纳教授讲授的医学史课程，并由此对列奥纳多·达·芬奇产生了终生的兴趣。

## 职业
1923年，埃尔默与露丝·贝尔特迁居洛杉矶，开始私人执业。1936年，他在威尔希尔大道1893号自有大楼中成立了“埃尔默·贝尔特泌尿科集团”。该建筑二楼设有他不断扩展的私人图书馆。在此期间，他在泌尿外科领域声誉渐起，担任洛杉矶县多家医院的泌尿科医生、主治医师或顾问医师。
除了专攻泌尿外科外，贝尔特还是公共卫生的积极倡导者，1939年至1954年期间，他担任加利福尼亚州公共卫生委员会主席。他最初由时任州长卡尔伯特·奥尔森任命，随后由州长厄尔·沃伦连任三届。
贝尔特推动建立Hyperion水回收厂，并倡导对居住在图莱里县的沙尘暴难民提供支持和保障。在第二次世界大战期间，他呼吁拨款用于治疗性传播疾病与处理卖淫问题，认为这是当时加州军营周边的重要社会问题。
贝尔特是多篇关于泌尿外科以及列奥纳多·达·芬奇研究的出版物作者。

## 在加州大学洛杉矶分校医学院的推动作用
自1923年从马萨诸塞州回到加州以来，贝尔特便积极倡导在加州大学洛杉矶分校设立医学院。尽管其影响力不断扩大，但因大萧条与第二次世界大战带来的财政与政治不稳定，该提案多次受阻。
战后，贝尔特向加利福尼亚州议会拨款委员会发起游说，并利用其作为时任州长厄尔·沃伦私人医生的身份，在一次医疗咨询中向沃伦表达了建立医学院的紧迫性。沃伦在离开时在笔记本上写下推动该计划通过立法的十个步骤，并附言：“当我签署这项立法时，请您支持我。”
1946年2月19日，贝尔特与多位政要一同见证沃伦签署了一项拨款700万美元，在加州大学洛杉矶分校建立医学院的法案。
在加州大学洛杉矶分校批准设立医学院之后，下一个关键问题是选址——位于校园内还是校外。根据校董会实地考察委员会的结论，校园范围内并无合适土地。贝尔特担心医学院若设于洛杉矶县医院等市中心地点，将距离主校园过远，因此亲自前往韦斯特伍德寻找土地。他发现了一块面积约33英亩、几乎空置的地块，范围从威尔希尔大道延伸至斯特拉斯莫尔大道，从韦斯特伍德村西侧延伸至退伍军人大道。
经咨询原为校园捐地开发商的爱德华·詹斯博士，贝尔特得知该地块归退伍军人事务管理局所有。将该地划拨大学需通过美国国会立法，但当时加利福尼亚大学系统总部并不愿承担这一立法游说任务。贝尔特坚持不懈推动，加州大学洛杉矶分校校长克拉伦斯·戴克斯特拉最终同意与退伍军人事务管理局合作完成转让程序。
该转让案作为最终议题提交至第81届国会审议。关键时刻，贝尔特通过其妻子联系上加州大学校董埃德温·W·保利，在其家中安排会面。贝尔特阐明利害后，保利随即致电哈里·S·杜鲁门总统，成功说服其签署法案。该法案保障了土地正式划拨加州大学，为医学院选址提供了核心基础。

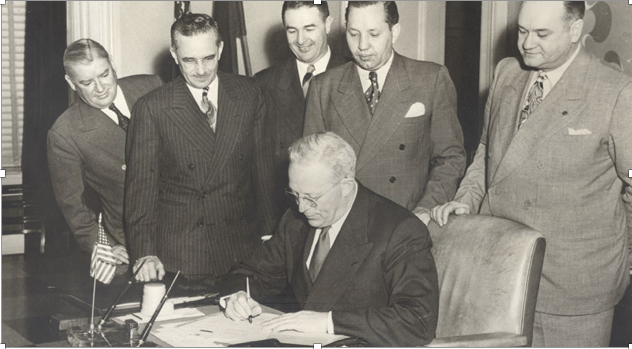
1946年，州长厄尔·沃伦签署为加州大学洛杉矶分校医学院拨款的法案，贝尔特为左起第二人

贝尔特还协助招募首任医学院院长斯塔福德·L·沃伦，后者于1947年就职。1951年秋季，医学院迎来首届30名学生，其中男生28人，女生2人。时任教职员工共15人，包括担任泌尿外科临床教授的贝尔特。
1955年，加州大学洛杉矶分校医学中心竣工，医学院由此拥有永久校舍。随后，加州大学校长罗伯特·戈登·史普罗称贝尔特为“加州大学洛杉矶分校医学院的生命带”。
贝尔特终其一生始终是该学院最坚定的支持者之一。

### 性别确认手术
贝尔特可能是美国首位实施性别确认手术的外科医生。他很可能早在1950年便已开始执行此类手术。不过，由于1958年贝尔特医疗办公室发生火灾，许多（可能是全部）相关记录被毁，具体开始时间难以确认。
这些手术是在洛杉矶好撒玛利亚医院进行的，该医院也是贝尔特泌尿外科团队的主要执业场所；这些手术并未在加州大学洛杉矶分校完成。
贝尔特是医学博士威拉德·埃尔默·古德温（Willard Elmer Goodwin，1915–1998）的叔叔，古德温于1951年成为加州大学洛杉矶分校医学院外科系泌尿外科分部的创始主任。贝尔特亲自训练古德温执行性别确认手术的技术。
1954年，由古德温与加州大学洛杉矶分校精神病学系成员组成的医学伦理委员会决定，大学不应再继续主导该类手术。尽管如此，古德温仍在低调进行相关手术。同年年底，贝尔特暂时中止了变性手术，直至1950年代末才恢复操作。
贝尔特获得了如哈利·本傑明（Harry Benjamin）、阿肯色大学妇科教授、《性学杂志》编辑莱蒙·克拉克（LeMon Clark）博士等人的推荐。许多寻求手术者直接与贝尔特本人通信。
贝尔特主要进行男性转女性的手术，其最知名的病人之一是帕特里夏·摩根（Patricia Morgan）。
1962 年初，在妻子、儿子布鲁斯和办公室经理的压力下，贝尔特决定停止进行性别确认手术。除了这些压力之外，他还担心不满意的病人提起诉讼的风险，这可能会危及他的执业。此外，找到愿意进行性别确认手术的医院也变得越来越困难。由于知道古德温和乔治斯·布鲁等其他医生可以接收这些病人，贝尔特最终选择将他们转诊到其他地方。 

## 书籍和手稿收藏
贝尔特一生都是藏书爱好者，从小就开始收集书籍。到十几岁时，他已经收集了大量珍贵的漫画书和廉价小说。贝尔特上大学时，他的母亲丢弃了这些藏品——这是一个让他终生哀痛的损失。
贝尔特还收藏了他的病人厄普顿·辛克莱的作品，并于1934年支持辛克莱竞选加利福尼亚州州长。贝尔特将他收藏的厄普顿·辛克莱作品捐赠给了西方学院图书馆。
此外，贝尔特还围绕西拉斯·威尔·米切尔和弗洛伦斯·南丁格尔创作了作品集。他将这两份藏品捐赠给了加州大学洛杉矶分校的路易丝·M·达林生物医学图书馆。
2014年，贝尔特藏品的其余部分在拍卖会上售出，其中包括但丁·加布里埃尔·罗塞蒂的彩绘手抄本，阿尔贝托·桑戈尔斯基的《受祝福的少女》；亨利·福特的加州传教团蚀刻版画；伯特兰·罗素的手写手稿，以及安塞尔·亚当斯签名的《内华达山脉：约翰·缪尔之路》。

### 文西亚纳埃尔默贝尔特图书馆
贝尔特的列奥纳多·达·芬奇收藏是他作为收藏家最重要的事业，他的目标是打造世界上最全面的列奥纳多收藏。他致力于收集达芬奇所有版本的作品摹本，以及达芬奇曾参考过的书籍，特别是艺术家本人使用的版本——这些藏品被称为“达芬奇图书馆”。他还收藏了早期艺术史书籍，包括《最杰出画家、雕塑家和建筑师的生平》等重要著作，以及探讨达芬奇在艺术和科学领域影响的现代学术文献。他的藏品亮点包括《绘画论》的所有印刷版、两份早于第一版印刷版的手稿，以及一系列平面艺术材料，例如受达芬奇“怪诞画”启发的版画。从20世纪30年代开始，贝尔特博士与雅各布·泽特林密切合作，后者担任贝尔特的代理人，负责采购和收购这批藏品的材料。
到1945年，达芬奇的藏品已发展到相当庞大的规模，贝尔特不得不聘请一位全职图书管理员（他的前病人凯特·斯坦尼茨）来管理。
1961年至1966年间，贝尔特分期将他的列奥纳多达芬奇藏品捐赠给加州大学洛杉矶分校，条件是该校保留他的藏品，并且不将其与图书馆的其他藏品合并。2011年，特殊收藏部举行了纪念贝尔特五十周年的活动。
从1966年到2002年，文森特·埃尔默·贝尔特图书馆位于迪克森艺术中心艺术图书馆的一套房间内。木质镶板的房间里摆放着文艺复兴时期的家具、古董、艺术品以及克雷斯基金会和诺顿西蒙捐赠的艺术品。2002年，与捐赠条款相反，埃尔默·贝尔特文西安娜图书馆被并入加州大学洛杉矶分校图书馆特别馆藏。

## 个人生活
1918年，贝尔特与前妻玛丽·露丝·斯马特（1892－1983）结婚。和丈夫一样，露丝（她喜欢的名字）曾就读于加州大学伯克利分校。毕业后，她参加了由大学图书馆组织、文理学院提供的全日制图书馆学课程。1923年，他们永久定居洛杉矶后，她成为这座城市的社会和文化领袖。她曾担任洛杉矶图书馆委员会和南加州歌剧协会的成员，还担任加州大学洛杉矶分校艺术委员会主席，并帮助该组织发起大型筹款活动。1959年，她带头将城市税率提高35美分，以支持公立小学。她还是世界事务委员会的创始董事和旅行者援助协会的全国副主席。她于1983年1月9日去世。
贝尔特夫妇有两个儿子，查尔斯·埃尔默·贝尔特（1919－1994）和布鲁斯·格雷戈里·贝尔特（1926－2012）。布鲁斯成为泌尿科医生，在埃尔默·贝尔特泌尿科集团行医20年，1977年离开医学界，转至布伦特伍德医学院任教。
贝尔特的姐姐奥利弗嫁给威拉德·古德温（Willard Goodwin, Sr.）。他们的儿子威拉德·古德温（1915－1998）是加州大学洛杉矶分校医学院外科系泌尿外科的创始主席。和他的叔叔一样，古德温也进行了性别确认手术。 他还因器官和移植物移植方面的工作而闻名。
贝尔特的住宅位于加利福尼亚州洛斯费利兹Fern Dell Place 2201号。1980年5月17日，中风后不久去世，享年87岁。

## 奖杯和荣誉
- 1951年：荣获美国大学优等生荣誉学会（Phi Beta Kappa学会）荣誉奖章[45]
- 1952年：意大利团结银星勋章
- 1962年：获得加州大学洛杉矶分校荣誉法学博士学位[46]
- 1964年：加州大学校友会大学服务奖
- 1967年：技术史学会会长[47]
- 1972年：旧金山大学托马斯·莫尔爵士藏书奖章[48]
- 1976年：美国泌尿科协会，因其对泌尿科历史和论坛的贡献
- 1977年：加州大学洛杉矶分校医学院医神奖[49]

## 档案来源
- Elmer Belt 论文，1920-1980年，主要为1958-1978年。加州大学洛杉矶分校 Louise M. Darling 生物医学图书馆历史和科学特藏。2010年开放研究。[50]
  - 注意：这些文件包含的1958年之前内容非常有限。那一年，贝尔特医疗办公室的一场大火几乎摧毁了所有1958年前的文件。此外，因患者隐私或法律保密协议，某些材料访问受限。
- 埃尔默·贝尔特论文。加州大学洛杉矶分校查尔斯·E·杨研究图书馆特别收藏。未处理集合，286箱。
- 印第安纳大学布卢明顿分校金赛性别与生殖研究所哈里·本杰明收藏、图书馆和特别收藏部。[51]
- 威拉德·E·古德温 (Willard E. Goodwin) 论文，1915-1998年。加州大学洛杉矶分校查尔斯·E·杨研究图书馆特别收藏。2007年开放研究。[52]
- 罗伯特·J·斯托勒论文，1942-1991年。加州大学洛杉矶分校查尔斯·E·杨研究图书馆特别收藏。[53]

## 数字资源
- 埃尔默·贝尔特·泰特博士
- 埃尔默·贝尔特文森特互联网档案馆图书馆
- 埃尔默·贝尔特 (Elmer Belt) 收藏 Vinciana 图形艺术，加州在线档案馆
- 扎格里亚，《性别差异名人录》，https://zagria.blogspot.com/2019/03/elmer-belt-1893-1980-urologist-pioneer.html

## 印刷资料
- 亚瑟·兰塞姆，《在古老太平洋的滚滚水流旁：加州大学洛杉矶分校医学院的诞生》，洛杉矶：加州大学医学院，1992年。
- 贝尔特，埃尔默，“埃尔默·贝尔特。”载于《那里有光：一所大学的自传，伯克利：1868-1968年》，欧文·斯通编辑，第353-367页，纽约：Doubleday，1970年。
- 马莫尔，马克斯，“文西安娜的埃尔默·贝尔特图书馆。”《图书收藏家》，第38卷第3期（1989年秋季）：1-23。
- 迈耶罗维茨，乔安妮，《性别如何变化：美国变性史》，马萨诸塞州剑桥：哈佛大学出版社，2002年。
- 佩德雷蒂，卡洛，《列奥纳多·达·芬奇：耶稣诞生场景研究和“蒙娜丽莎卡通”及列奥纳多素描，来自文森特·埃尔默·贝尔特图书馆：为纪念医学博士埃尔默·贝尔特八十岁生日举办的展览》，洛杉矶：加州大学，1973年。
- 《外科医生和藏书家：埃尔默·贝尔特 (Elmer Belt)》，口述历史记录；1974至1975年由Esther de Vécsey采访，洛杉矶：加州大学口述历史项目，1983年。

## 笔记
- 斯坦利·布罗斯曼（Stanley Brosman）是埃尔默·贝尔特的密友兼泌尿科医生，提供了其个人回忆，提升了条目准确性。2021年2月8日采访。
- 泌尿科医生、Elmer Belt的同事及朋友Arthur Schapiro于2019至2021年间多次交流，提供关键信息和支持。